# Oospila tricamerata
Oospila tricamerata là một loài bướm đêm trong họ Geometridae.